# MG 30
마쉬넨게베어 30(Maschinengewehr 30) 또는 MG 30은 독일에서 설계된 기관총으로, 1930년대에 여러 군대에서 사용되었다. 또한 표준 독일 항공기용 기관총인 MG 15와 MG 17으로도 개량되었다. MG 34와 MG 42로 이어진 설계 패턴으로서 가장 주목할 만하며, 따라서 21세기까지 널리 사용되는 많은 무기의 주요 선조 중 하나이다.

## 역사
MG 30의 개발은 라인메탈의 좀머다 사무소에서 루이 슈탕게의 감독하에 이루어졌으며, 그는 1928년~1929년에 여러 특허를 출원했다. 그러나 베르사유 조약에 따라 독일에서 기관총 생산은 금지되었다. 라인메탈은 스위스 제조업체 바펜파브리크 졸로툰의 지분을 인수하고 생산을 스위스로 이전하여 조항을 회피했다. 목표는 군비 현대화를 추진하고 있던 독일 국가방위군의 재무장 명령을 확보하는 것이었다.
이 설계는 MG 13을 채택한 독일 국가방위군에 의해 거부되었다. 라인메탈은 다른 회사로 눈을 돌려 스위스의 졸로툰과 오스트리아의 슈타이어-다임러-푸흐에 설계를 인가했다. 곧 생산이 뒤따랐고, 각각 솔로툰 S2-200과 마쉬넨게베어 솔로툰 1930, 또는 MG 30이라는 이름으로 두 국가의 군대에 도입되었다. 2000~3000정이 헝가리에서도 구매되었으며, 그곳에서는 솔로툰 31.M 골요소뢰(Golyószóró)로 알려졌다.
부다페스트의 FÉG 공장은 1931년부터 1938년까지 라이선스 하에 양산 준비를 했고, 매년 수백 정이 생산되었다. 1938년부터 1944년까지 9000정의 31 M. 골요소뢰 경기관총이 생산되었다. 모든 소총 중대는 12정의 솔로툰을 보유했으며, 그 중 9정은 양각대를 장착하여 경기관총으로, 3정은 삼각대를 장착하여 중기관총으로 사용했다. 총 12000정 이상의 기관총이 헝가리군과 세케이 트란실바니아 국가방위대에 인도되었으며, 전쟁에서 살아남은 31 M.들은 1956년까지 창고에 보관되었고, 그 후 거의 전부가 녹아내렸다.

## 설계

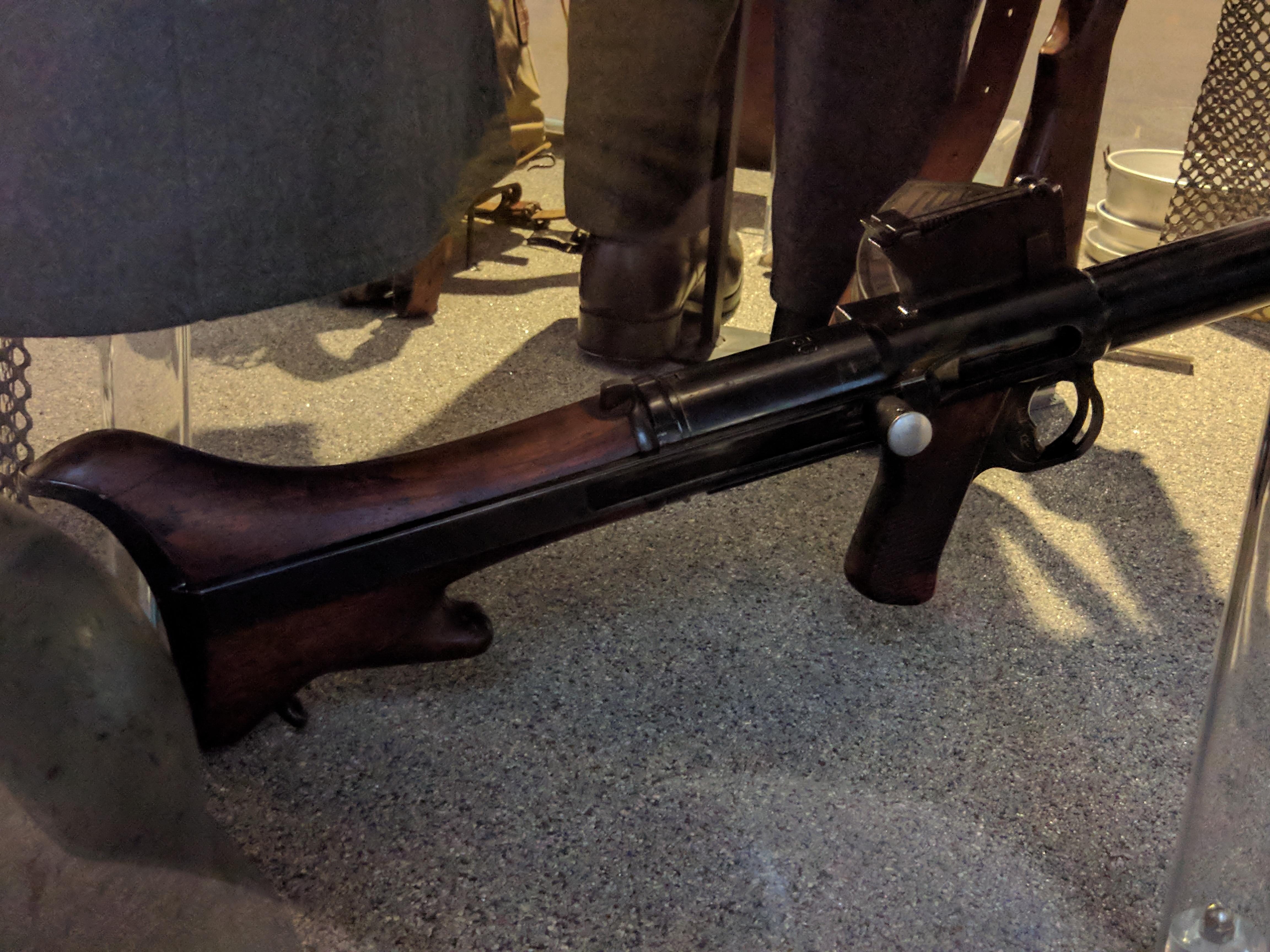
MG 30의 사격 통제 기둥과 개머리판.

이 총은 공랭식 반동 작동식 설계로, 표준 7.92×57mm 마우저 탄약을 사용하며, 약간 구부러진 30발들이 탄창을 총의 왼쪽에서 삽입하여 급탄한다. 총열 연장부 끝에 위치한 잠금 링을 사용하여 볼트를 잠근다. 잠금 링 내부에는 6세트의 잠금 러그가 단속 나사 형태로 배열되어 있으며, 볼트 후면에 절단된 러그와 맞물린다. 볼트를 잠그고 푸는 링의 회전은 링 외부의 마운트에서 제어된다. 이 총은 비교적 단순한 설계로, 대부분의 부품이 원형 단면을 가지고 있다. 튜브형 리시버는 총열 덮개의 연장선이다. 개머리판에는 복좌 스프링과 그 가이드가 들어 있는 튜브가 있다. 안전장치는 리시버에 있다.
MG 30은 2단계 방아쇠를 당기는 정도에 따라 반자동과 전자동 모드로 모두 발사하며, 전자동 모드에서는 분당 600~800발의 발사 속도를 가진다. 총열의 3분의 2 지점에 부착된 접이식 양각대가 포함되었다.

## 파생형
라인메탈의 보어시히 사무소는 MG 30 설계를 항공기용 기관총으로 개조하여 플루크조이크마쉬넨게베어 15 또는 MG 15 기관총을 생산했다. 주요 변경 사항은 75발을 장전하는 이중 드럼 탄창을 사용하고, 폭격기의 좁은 공간에서 사용하기 위해 개머리판을 제거한 것이다.
1936년에 추가 개조를 거쳐 MG 17이 탄생했는데, 드럼 외에 탄띠 급탄 기능이 추가되었고, 발사 속도는 분당 약 1,200발로 증가했으며, 클로즈드 볼트 발사 사이클을 통합한 설계로 동조 장치 시스템이 장착된 항공기에서 자체 프로펠러를 통해 사격하는 데 적합했다.
헝가리 경기관총은 달랐다: 기관총 무게중심 근처에 자유 회전하는 스위블 손잡이가 있었다. 양각대는 총열 덮개의 일부가 아니었고, 고정 클램프는 회전할 수 있었으며 양각대 다리의 고정 스프링도 달랐다. 헝가리 기관총용 삼각대에는 부착물이 장착되어 대공 기관총으로도 사용할 수 있었으며, 산에서도 고각 집단 사격에 사용되었다. 삼각대를 장착한 31. M.들은 중기관총으로, 양각대만 장착한 것들은 경기관총으로 사용되었다. 양각대는 중기관총에도 유지되었다. 소수의 31. M. 기관총은 왕립 공군용 유연 기관총으로 개조되었다. 이 기관총들에서는 손잡이와 양각대가 제거되었고, 75발들이 탄창은 독일 모델을 기반으로 했다. 이 기관총들은 1940-41년 이후 게바우어 기관총으로 대체될 때까지 일부 경정찰기에 사용되었다. 강 순찰선에서는 대공 기관총으로 계속 사용되었다.
루프트바페는 충분한 MG 131이 확보되자 7.92×57mm 무기가 더 이상 유용하다고 생각하지 않았다. 대부분의 신형 군용기의 부분적인 장갑 방어는 1940년까지 7.92×57mm SmK 탄약에 필적하게 되었다. 많은 MG 15, MG 17, 그리고 보다 현대적인 7.92mm MG 81은 지상군에서 사용되었으며, 특히 1944년 이후에 그러했다. 많은 수가 양각대와 간단한 금속 개머리판으로 개조되었으며, 다른 탄띠 급탄식 MG 17과 MG 81은 전용 대공 기관총 쌍열 및 4열 마운트에 내장되었다.
이 기관총 중 47정은 엘살바도르를 위해 7×57mm 마우저로 제작되었다.

## 사용국
- 오스트리아[11]
- 불가리아
- 엘살바도르[10]
- 나치 독일
- 헝가리:[12] 3000정의 2S-200 및 9033정의 솔로툰 31.M 골요소뢰[13]
- 스위스

## 같이 보기
- MG 13, 전신
- MG 15, MG 30에서 개발됨.
- MG 17, MG 15를 통해 MG 30에서 개발됨.
- MG 34, MG 30의 직접적인 후계기.
- 슬로바키아-헝가리 전쟁에서 사용된 무기